# Pierrecourt (Senna Marittima)
Pierrecourt è un comune francese di 484 abitanti situato nel dipartimento della Senna Marittima nella regione della Normandia.

## Società

### Evoluzione demografica
Abitanti censiti